# 가재아재비하목
가재아재비하목(Axiidea)은 십각목에 속하는 갑각류 하목의 하나이다. 이전에는 쏙하목(Thalassinidea)으로 분류했다.

## 분류
가재아재비하목에 속하는 과는 아래와 같다.
- 가재아재비과 (Axiidae) Huxley, 1879
- 쏙붙이과 (Callianassidae) Dana, 1852
- 칼리아니데아과 (Callianideidae) Kossmann, 1880
- 칼로카리스과 (Calocarididae) Ortmann, 1891
- 크테노켈레스과 (Ctenochelidae) Manning & Felder, 1991
- 에이코낙시우스과 (Eiconaxiidae) K. Sakai & Ohta, 2005
- 미켈레아과 (Micheleidae) K. Sakai, 1992
- 스트라락시우스과 (Strahlaxiidae) Poore, 1994
- 토마시니아과 (Thomassiniidae) de Saint Laurent, 1979